# کبوتر ماداگاسکاری
کبوتر ماداگاسکاری (نام علمی: Nesoenas picturatus)، یک گونه پرنده از خانواده کبوتران است و در قلمرو اقیانوسی موریس-هند، کومور، ماداگاسکار، موریس، مایوت، رئونیون و سیشل یافت می‌شود.
اگرچه برخی از جمعیت‌های جزیره نادر هستند – برخی به‌طور ناپایدار – به‌طور کلی N. picturata گونه‌ای است که کمترین نگرانی را توسط IUCN در نظر گرفته‌است.